# Ikrény
Ikrény ist eine ungarische Gemeinde im Kreis Győr im Komitat Győr-Moson-Sopron.

## Geografische Lage
Ikrény liegt neun Kilometer südwestlich des Zentrums des Komitatssitzes und der Kreisstadt Győr an einem toten Arm des Flusses Rába. Im Norden begrenzt der Fluss Rápca das Gemeindegebiet. Nachbargemeinden sind Börcs, Koroncó und Rábapatona.

## Sehenswürdigkeiten
- Römisch-katholische Kirche Szent Kereszt felmagasztalása
- Schloss Merán (Merán-kastély)
- See (Ikrényi-tó)
- Standbild des heiligen Johannes Nepomuk (Nepomuki Szent János szobor), rekonstruiert von István Buda

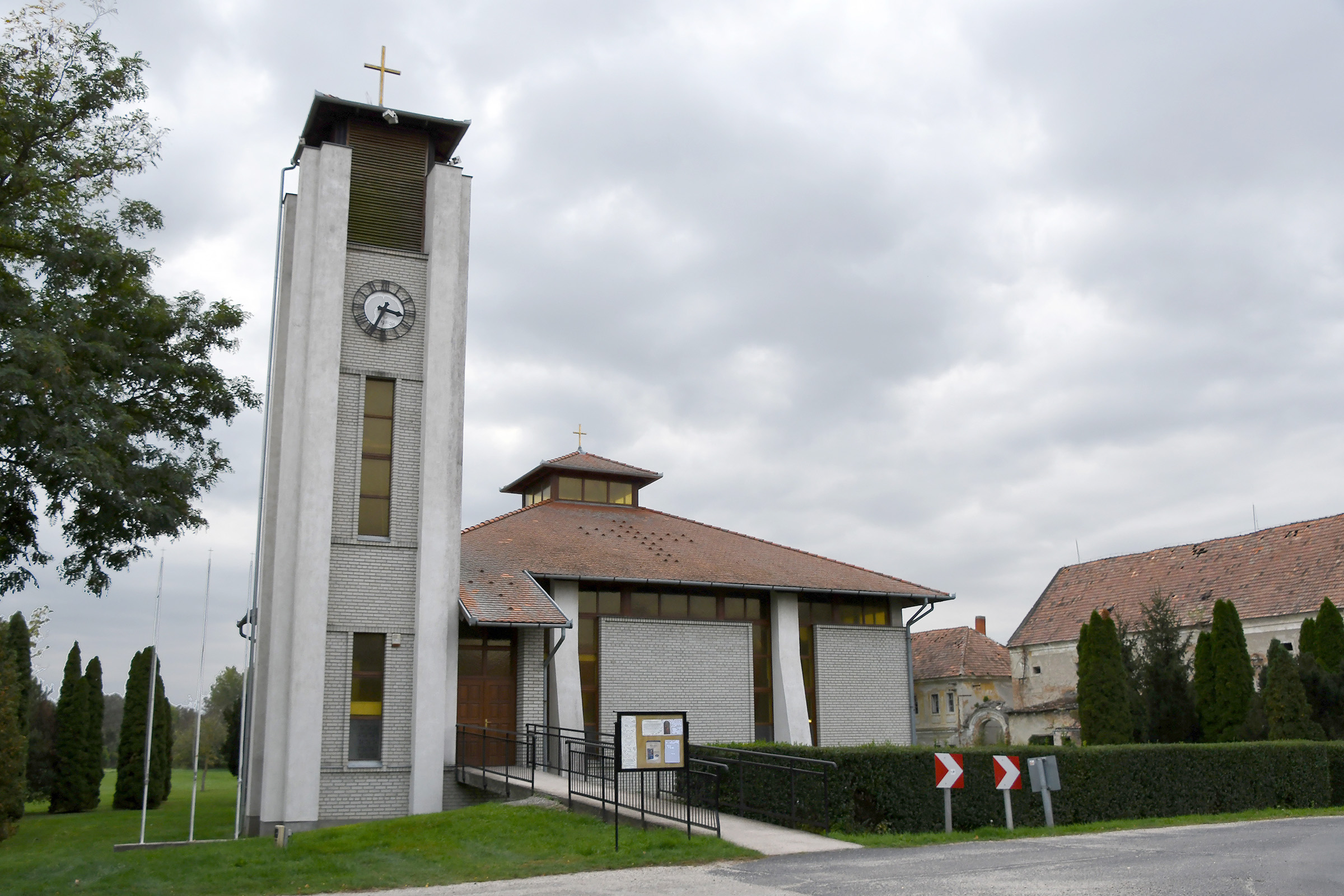
Röm.-kath. Kirche Szent Kereszt felmagasztalása
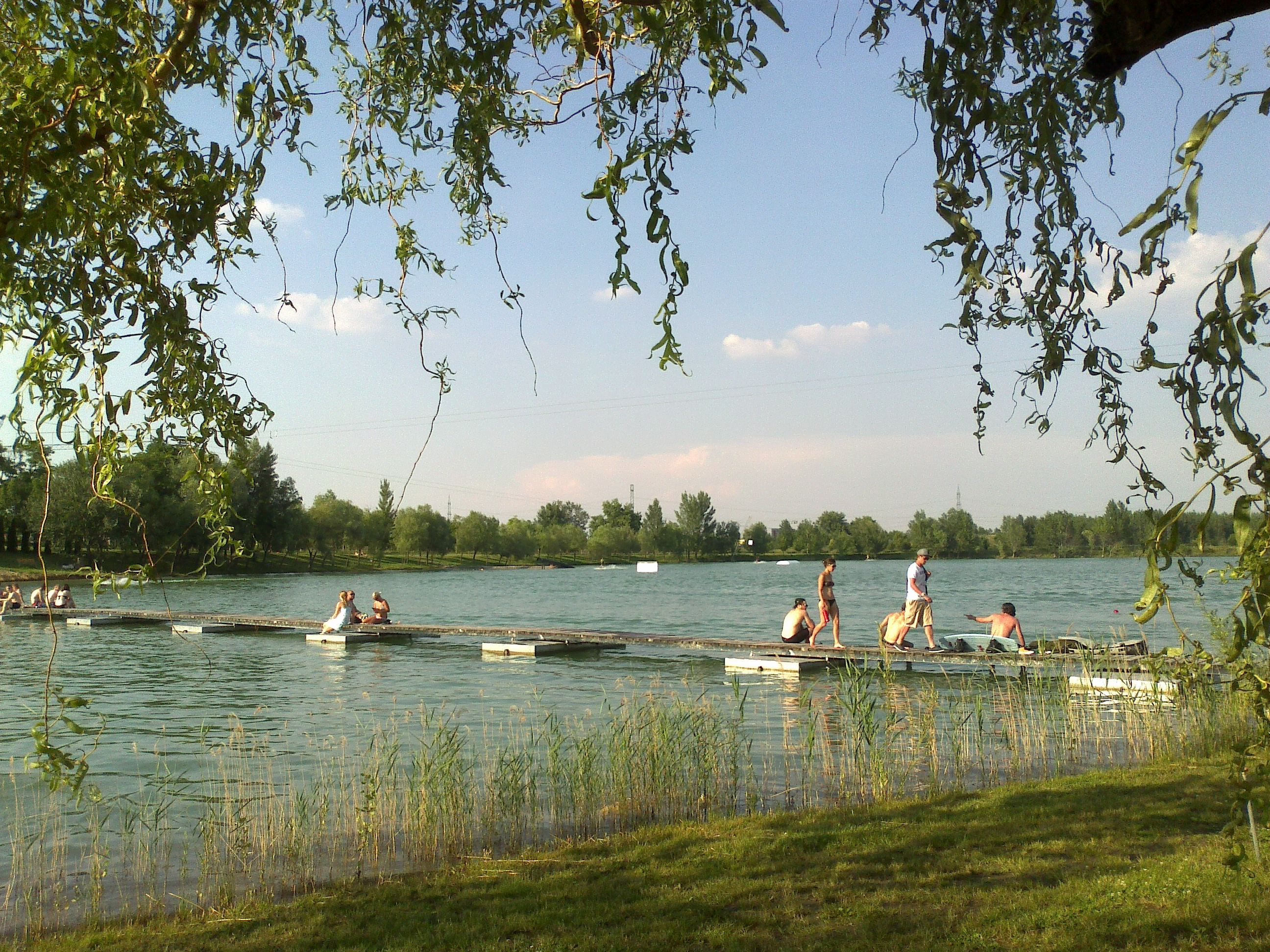
Ikrényi-tó
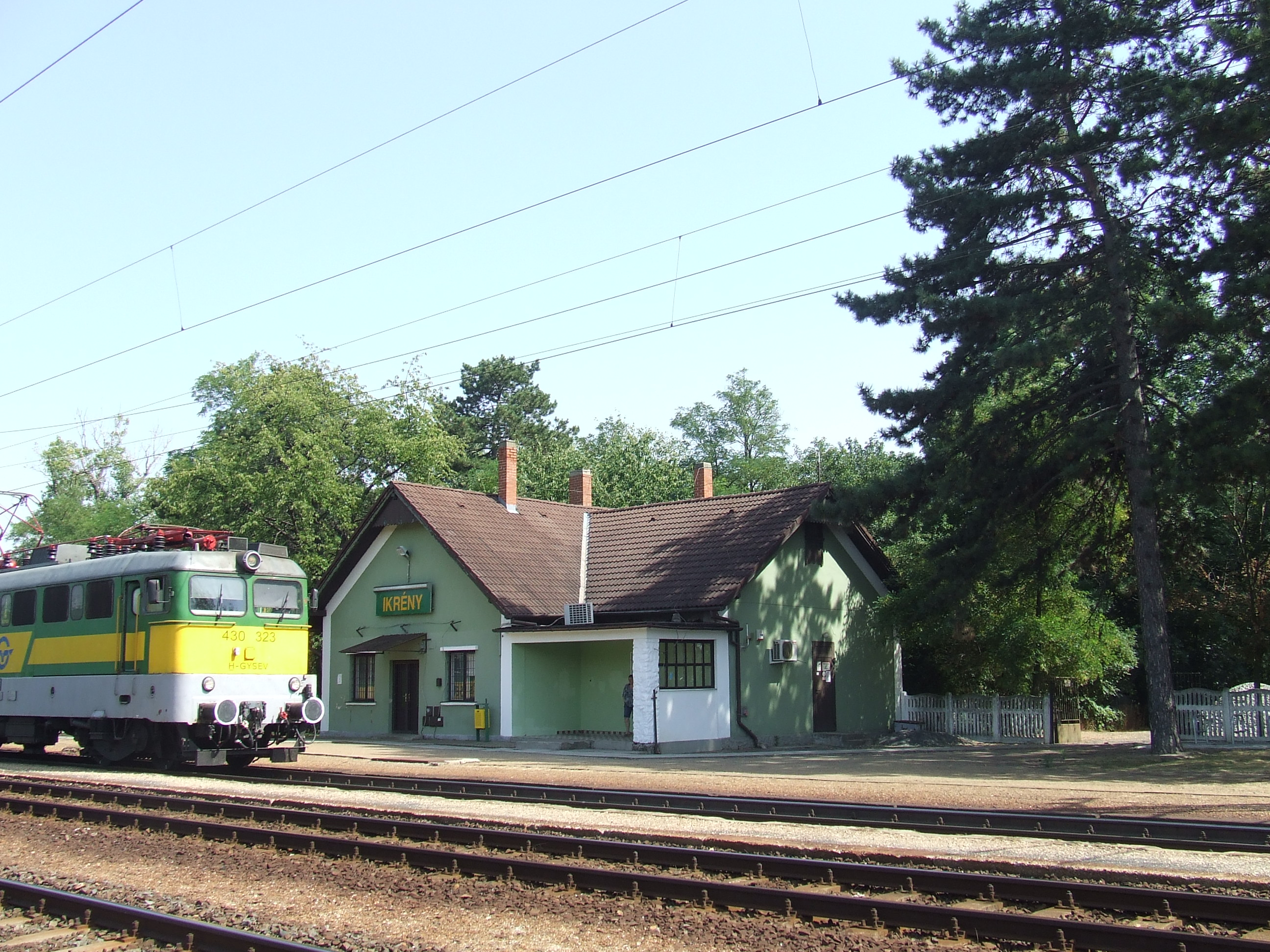
Bahnhof Ikrény

## Verkehr
Durch Ikrény führt die Nebenstraße Nr. 84125. Die Gemeinde ist angebunden an die Eisenbahnstrecke von Győr nach Sopron.